# Cabeceiras do Piauí
Cabeceiras do Piauí is een gemeente in de Braziliaanse deelstaat Piauí. De gemeente telt 9.826 inwoners (schatting 2009).